# Đội tuyển bóng đá quốc gia Palestine
Đội tuyển bóng đá quốc gia Palestine (tiếng Ả Rập: منتخب فلسطين لكرة القدم‎) là đội tuyển cấp quốc gia của Palestine do Liên đoàn bóng đá Palestine quản lý.
Trận thi đấu quốc tế đầu tiên của đội tuyển Palestine là trận gặp đội tuyển Ai Cập vào năm 1953. Thành tích tốt nhất của đội cho đến nay là chức vô địch AFC Challenge 2014 và lọt vào vòng 16 đội của AFC Asian Cup 2023.

## Danh hiệu
- Vô địch Cúp Challenge: 1

Vô địch: 2014

## Thành tích quốc tế

### Giải vô địch bóng đá thế giới
- 1930 đến 1998 - Không tham dự
- 2002 đến 2022 - Không vượt qua vòng loại

### Cúp bóng đá châu Á
Palestine có 3 lần tham dự vòng chung kết vào các năm 2015, 2019 và 2023, trong đó thành tích tốt nhất là lọt vào vòng 2 của giải năm 2023.
| Năm       | Thành tích               | Thứ hạng                 | GP                       | W                        | D                        | L                        | GS                       | GA                       |
| --------- | ------------------------ | ------------------------ | ------------------------ | ------------------------ | ------------------------ | ------------------------ | ------------------------ | ------------------------ |
| 1956      | Không tham dự            | Không tham dự            | Không tham dự            | Không tham dự            | Không tham dự            | Không tham dự            | Không tham dự            | Không tham dự            |
| 1960      | Không tham dự            | Không tham dự            | Không tham dự            | Không tham dự            | Không tham dự            | Không tham dự            | Không tham dự            | Không tham dự            |
| 1964      | Không tham dự            | Không tham dự            | Không tham dự            | Không tham dự            | Không tham dự            | Không tham dự            | Không tham dự            | Không tham dự            |
| 1968      | Không tham dự            | Không tham dự            | Không tham dự            | Không tham dự            | Không tham dự            | Không tham dự            | Không tham dự            | Không tham dự            |
| 1972      | Không tham dự            | Không tham dự            | Không tham dự            | Không tham dự            | Không tham dự            | Không tham dự            | Không tham dự            | Không tham dự            |
| 1976      | Không tham dự            | Không tham dự            | Không tham dự            | Không tham dự            | Không tham dự            | Không tham dự            | Không tham dự            | Không tham dự            |
| 1980      | Không tham dự            | Không tham dự            | Không tham dự            | Không tham dự            | Không tham dự            | Không tham dự            | Không tham dự            | Không tham dự            |
| 1984      | Không tham dự            | Không tham dự            | Không tham dự            | Không tham dự            | Không tham dự            | Không tham dự            | Không tham dự            | Không tham dự            |
| 1988      | Không tham dự            | Không tham dự            | Không tham dự            | Không tham dự            | Không tham dự            | Không tham dự            | Không tham dự            | Không tham dự            |
| 1992      | Không tham dự            | Không tham dự            | Không tham dự            | Không tham dự            | Không tham dự            | Không tham dự            | Không tham dự            | Không tham dự            |
| 1996      | Không tham dự            | Không tham dự            | Không tham dự            | Không tham dự            | Không tham dự            | Không tham dự            | Không tham dự            | Không tham dự            |
| 2000      | Không vượt qua vòng loại | Không vượt qua vòng loại | Không vượt qua vòng loại | Không vượt qua vòng loại | Không vượt qua vòng loại | Không vượt qua vòng loại | Không vượt qua vòng loại | Không vượt qua vòng loại |
| 2004      | Không vượt qua vòng loại | Không vượt qua vòng loại | Không vượt qua vòng loại | Không vượt qua vòng loại | Không vượt qua vòng loại | Không vượt qua vòng loại | Không vượt qua vòng loại | Không vượt qua vòng loại |
| 2007      | Không vượt qua vòng loại | Không vượt qua vòng loại | Không vượt qua vòng loại | Không vượt qua vòng loại | Không vượt qua vòng loại | Không vượt qua vòng loại | Không vượt qua vòng loại | Không vượt qua vòng loại |
| 2011      | Không vượt qua vòng loại | Không vượt qua vòng loại | Không vượt qua vòng loại | Không vượt qua vòng loại | Không vượt qua vòng loại | Không vượt qua vòng loại | Không vượt qua vòng loại | Không vượt qua vòng loại |
| 2015      | Vòng 1                   | 16th                     | 3                        | 0                        | 0                        | 3                        | 1                        | 11                       |
| 2019      | Vòng 1                   | 19th                     | 3                        | 0                        | 2                        | 1                        | 0                        | 3                        |
| 2023      | Vòng 2                   | 15th                     | 4                        | 1                        | 1                        | 2                        | 6                        | 7                        |
| 2027      | Vượt qua vòng loại       | Vượt qua vòng loại       | Vượt qua vòng loại       | Vượt qua vòng loại       | Vượt qua vòng loại       | Vượt qua vòng loại       | Vượt qua vòng loại       | Vượt qua vòng loại       |
| Tổng cộng | Vòng 2                   | 4/19                     | 10                       | 1                        | 3                        | 6                        | 7                        | 21                       |

### Giải vô địch bóng đá Tây Á
| Năm       | Thành tích       | Thứ hạng | GP | W | D | L  | GS | GA |
| --------- | ---------------- | -------- | -- | - | - | -- | -- | -- |
| 2000      | Vòng bảng        | 7/8      | 3  | 0 | 1 | 2  | 3  | 5  |
| 2002      | Vòng bảng        | 5/6      | 2  | 0 | 0 | 2  | 1  | 4  |
| 2004      | Vòng bảng        | 5/6      | 2  | 0 | 1 | 1  | 2  | 3  |
| 2007      | Vòng bảng        | 5/6      | 2  | 0 | 0 | 2  | 0  | 3  |
| 2008      | Vòng bảng        | 6/6      | 2  | 0 | 0 | 2  | 0  | 4  |
| 2010      | Vòng bảng        | 9/9      | 2  | 0 | 0 | 2  | 1  | 6  |
| 2012      | Vòng bảng        | 8/12     | 3  | 1 | 0 | 2  | 3  | 4  |
| 2014      | Vòng bảng        | 7/9      | 2  | 0 | 1 | 1  | 0  | 1  |
| 2019      | Vòng bảng        | 3/9      | 4  | 2 | 1 | 1  | 6  | 5  |
| 2023      | Vòng bảng        | CXĐ      | 0  | 0 | 0 | 0  | 0  | 0  |
| Tổng cộng | 10 lần vòng bảng | 10/10    | 22 | 3 | 4 | 15 | 16 | 35 |

### Cúp Challenge AFC
| Năm       | Thành tích               | Thứ hạng                 | GP                       | W                        | D                        | L                        | GS                       | GA                       |
| --------- | ------------------------ | ------------------------ | ------------------------ | ------------------------ | ------------------------ | ------------------------ | ------------------------ | ------------------------ |
| 2006      | Tứ kết                   | 5th                      | 4                        | 2                        | 1                        | 1                        | 16                       | 2                        |
| 2008      | Bỏ cuộc                  | Bỏ cuộc                  | Bỏ cuộc                  | Bỏ cuộc                  | Bỏ cuộc                  | Bỏ cuộc                  | Bỏ cuộc                  | Bỏ cuộc                  |
| 2010      | Không vượt qua vòng loại | Không vượt qua vòng loại | Không vượt qua vòng loại | Không vượt qua vòng loại | Không vượt qua vòng loại | Không vượt qua vòng loại | Không vượt qua vòng loại | Không vượt qua vòng loại |
| 2012      | Hạng tư                  | 4th                      | 5                        | 2                        | 1                        | 2                        | 7                        | 6                        |
| 2014      | Vô địch                  | 1st                      | 5                        | 4                        | 1                        | 0                        | 6                        | 0                        |
| Tổng cộng | 1 lần vô địch            | 3/5                      | 14                       | 8                        | 3                        | 3                        | 29                       | 8                        |

### Cúp bóng đá Ả Rập
| Năm           | Thành tích               | Thứ hạng                 | GP                       | W                        | D                        | L                        | GS                       | GA                       |
| ------------- | ------------------------ | ------------------------ | ------------------------ | ------------------------ | ------------------------ | ------------------------ | ------------------------ | ------------------------ |
| 1963 đến 1964 | Không tham dự            | Không tham dự            | Không tham dự            | Không tham dự            | Không tham dự            | Không tham dự            | Không tham dự            | Không tham dự            |
| 1966          | Vòng bảng                | 5/9                      | 3                        | 1                        | 1                        | 1                        | 8                        | 3                        |
| 1985 đến 1988 | Không tham dự            | Không tham dự            | Không tham dự            | Không tham dự            | Không tham dự            | Không tham dự            | Không tham dự            | Không tham dự            |
| 1992          | Vòng bảng                | 5/6                      | 2                        | 0                        | 1                        | 1                        | 1                        | 2                        |
| 1998          | Không vượt qua vòng loại | Không vượt qua vòng loại | Không vượt qua vòng loại | Không vượt qua vòng loại | Không vượt qua vòng loại | Không vượt qua vòng loại | Không vượt qua vòng loại | Không vượt qua vòng loại |
| 2002          | Vòng bảng                | 9/10                     | 4                        | 0                        | 3                        | 1                        | 7                        | 9                        |
| 2012          | Vòng bảng                | 9/10                     | 2                        | 0                        | 1                        | 1                        | 2                        | 4                        |
| 2021          | Vòng bảng                | 15/16                    | 3                        | 0                        | 1                        | 2                        | 2                        | 10                       |
| Tổng cộng     | 5 lần vòng bảng          | 5/10                     | 14                       | 1                        | 7                        | 6                        | 20                       | 28                       |

## Cầu thủ

### Đội hình hiện tại
23 cầu thủ dưới đây được triệu tập tham dự AFC Asian Cup 2023.

Số liệu thống kê tính đến ngày 9 tháng 1 năm 2024, sau trận gặp Ả Rập Xê Út.

| Số | VT | Cầu thủ                      | Ngày sinh (tuổi)  | Trận | Bàn | Câu lạc bộ            |
| -- | -- | ---------------------------- | ----------------- | ---- | --- | --------------------- |
| 1  | TM | Amr Kaddoura                 | 1 tháng 7, 1994   | 3    | 0   | Landskrona BoIS       |
| 16 | TM | Naim Abuaker                 | 20 tháng 1, 1995  | 1    | 0   | Shabab Al-Dhahiriya   |
| 22 | TM | Rami Hamadeh                 | 24 tháng 3, 1994  | 42   | 0   | Jabal Al Mukaber      |
| 26 | TM | Baraa Kharoub                | 20 tháng 3, 1998  | 0    | 0   | Markaz Balata         |
|    |    |                              |                   |      |     |                       |
| 2  | HV | Mohammed Khalil              | 5 tháng 4, 1998   | 12   | 0   | Hilal Al-Quds         |
| 4  | HV | Yaser Hamed                  | 9 tháng 12, 1997  | 26   | 5   | North East United     |
| 5  | HV | Mohammed Saleh               | 18 tháng 7, 1993  | 26   | 0   | Al-Ittihad Alexandria |
| 7  | HV | Musab Al-Battat (Đội trưởng) | 12 tháng 11, 1993 | 56   | 1   | Shabab Al-Dhahiriya   |
| 12 | HV | Camilo Saldaña               | 13 tháng 7, 1999  | 4    | 0   | Unión San Felipe      |
| 15 | HV | Michel Termanini             | 8 tháng 5, 1998   | 9    | 1   | Kazma                 |
| 17 | HV | Mousa Farawi                 | 22 tháng 3, 1998  | 14   | 0   | Hilal Al-Quds         |
| 18 | HV | Amid Mahajna                 | 11 tháng 11, 1996 | 1    | 0   | Hapoel Umm al-Fahm    |
| 24 | HV | Mahdi Issa                   | 3 tháng 11, 1998  | 0    | 0   | Jabal Al-Mukaber      |
| 25 | HV | Samer Jundi                  | 27 tháng 9, 1996  | 7    | 0   | Hilal Al-Quds         |
|    |    |                              |                   |      |     |                       |
| 3  | TV | Mohammed Rashid              | 29 tháng 1, 1995  | 36   | 2   | Bali United           |
| 6  | TV | Oday Kharoub                 | 5 tháng 2, 1993   | 23   | 0   | Hilal Al-Quds         |
| 9  | TV | Tamer Seyam                  | 25 tháng 11, 1992 | 59   | 12  | PT Prachuap           |
| 10 | TV | Mahmoud Abu Warda            | 31 tháng 5, 1995  | 29   | 3   | Markaz Balata         |
| 14 | TV | Samer Zubaida                | 26 tháng 4, 2001  | 0    | 0   | Hilal Al-Quds         |
| 21 | TV | Islam Batran                 | 1 tháng 10, 1994  | 27   | 5   | Hilal Al-Quds         |
| 23 | TV | Ataa Jaber                   | 3 tháng 10, 1994  | 6    | 0   | Neftchi Baku          |
|    |    |                              |                   |      |     |                       |
| 8  | TĐ | Alaa Aldeen Hassan           | 31 tháng 1, 2000  | 2    | 0   | Bnei Sakhnin          |
| 11 | TĐ | Oday Dabbagh                 | 3 tháng 12, 1998  | 29   | 10  | Charleroi             |
| 13 | TĐ | Shehab Qunbar                | 10 tháng 8, 1997  | 1    | 0   | Jabal Al-Mukaber      |
| 19 | TĐ | Mahmoud Wadi                 | 19 tháng 12, 1994 | 20   | 0   | Al-Mokawloon Al-Arab  |
| 20 | TĐ | Zaid Qunbar                  | 4 tháng 9, 2002   | 2    | 0   | Jabal Al-Mukaber      |

### Triệu tập gần đây
| Vt | Cầu thủ             | Ngày sinh (tuổi)  | Số trận | Bt | Câu lạc bộ          | Lần cuối triệu tập             |
| -- | ------------------- | ----------------- | ------- | -- | ------------------- | ------------------------------ |
| TM | Abdelhadi Yasin     | 9 tháng 5, 2004   | 0       | 0  | Bnei Sakhnin        | v. Úc; 21 November 2023        |
| TM | Tawfiq Ali          | 8 tháng 11, 1990  | 39      | 0  | Taraji Wadi Al-Nes  | v. Trung Quốc; 20 June 2023    |
|    |                     |                   |         |    |                     |                                |
| HV | Wajdi Nabhan        | 27 tháng 7, 2001  | 0       | 0  | Al-Bireh            | 2023 AFC Asian Cup PRE         |
| HV | Ali Rabei           | 9 tháng 10, 2002  | 0       | 0  | Ahli Al-Khalil      | 2023 AFC Asian Cup PRE         |
| HV | Muath Barhoush      | 25 tháng 11, 2002 | 0       | 0  | Thaqafi Tulkarem    | 2023 AFC Asian Cup PRE         |
| HV | Bashar Shobaki      | 16 tháng 4, 2000  | 0       | 0  | Al-Bireh            | v. Trung Quốc; 20 June 2023    |
| HV | Mohammed Yousefin   | 27 tháng 1, 1997  | 0       | 0  | Shabab Al-Dhahiriya | v. Trung Quốc; 20 June 2023    |
| HV | Sajed Ghoul         | 22 tháng 2, 1996  | 0       | 0  | Jabal Al-Mukaber    | v. Bahrain; 25 March 2023      |
|    |                     |                   |         |    |                     |                                |
| TV | Hamza Hussein       | 2 tháng 5, 2002   | 0       | 0  | Al-Ansar            | 2023 AFC Asian Cup INJ         |
| TV | Ahmad Al-Taweel     | 10 tháng 2, 2001  | 0       | 0  | Al-Bireh            | 2023 AFC Asian Cup PRE         |
| TV | Sadeq Obaid         | 26 tháng 4, 2002  | 0       | 0  | Hilal Al-Quds       | 2023 AFC Asian Cup PRE         |
| TV | Mohammed Yameen     | 19 tháng 9, 1994  | 39      | 3  | Jabal Al-Mukaber    | v. Úc; 21 November 2023        |
| TV | Jonathan Cantillana | 26 tháng 5, 1992  | 26      | 10 | Free agent          | v. Úc; 21 November 2023        |
| TV | Sameh Maraaba       | 19 tháng 3, 1992  | 41      | 11 | Jabal Al-Mukaber    | v. Việt Nam; 11 September 2023 |
| TV | Ameed Sawafta       | 10 tháng 7, 2000  | 4       | 0  | Markaz Balata       | v. Việt Nam; 11 September 2023 |
|    |                     |                   |         |    |                     |                                |
| TĐ | Mohammed Obaid      | 30 tháng 9, 1998  | 1       | 0  | Jabal Al-Mukaber    | 2023 AFC Asian Cup PRE         |
| TĐ | Anas Baniowda       | 7 tháng 9, 2001   | 0       | 0  | Shabab Al-Dhahiriya | 2023 AFC Asian Cup PRE         |
| TĐ | Saleh Chihadeh      | 25 tháng 8, 1994  | 15      | 2  | Kriens              | v. Úc; 21 November 2023 SUS    |
| TĐ | Ali Abu Alfa        | 28 tháng 8, 1999  | 0       | 0  | VSG Altglienicke    | v. Việt Nam; 11 September 2023 |
| TĐ | Reebal Dahamshi     | 8 tháng 6, 2002   | 6       | 0  | Hapoel Ra'anana     | v. Trung Quốc; 20 June 2023    |
| TĐ | Samir Maarouf       | 2 tháng 1, 2001   | 1       | 0  | AFC Eskilstuna      | v. Bahrain; 25 March 2023      |
| TĐ | Wajdi Nabhan        | 27 tháng 7, 2001  | 0       | 0  | Shabab Al-Bireh     | v. Bahrain; 25 March 2023      |